# William Hardee
William Joseph Hardee (Camden County (Georgia), 12 oktober 1812 – Wytheville (Virginia), 6 november 1873) was een Zuidelijke generaal in de Amerikaanse Burgeroorlog. Hardee diende aan het westelijke front. Zijn publicaties omtrent militaire tactiek werd door beide zijden veelvuldig gelezen en toegepast.

## Vroege jaren
Hardee werd geboren op 12 oktober 1812 op de Rural Felicity Plantation in Camden County, Georgia. Hij was de zoon van majoor John Hais Hardee Jr. en Sarah Ellis Hardee.  Hij studeerde af van United States Military Academy in West Point in 1838 (als 26e in zijn klas van 45) en werd tweede luitenant bij de 2nd U.S. Dragoons. Hij vocht in de Seminole-oorlogen tegen de Seminole-indianen. Hij werd ziek en werd gehospitaliseerd. Tijdens zijn herstelperiode ontmoette hij Elizabeth Dummet. Ze trouwden kort nadien. Na zijn herstel werd  Hardee in 1840 naar Frankrijk gestuurd om militaire tactieken te bestuderen. In 1839 werd hij bevorderd tot eerste luitenant en vijf jaar later tot kapitein.
Tijdens de Mexicaans-Amerikaanse Oorlog diende hij in het Army of Occupation onder leiding van generaal Zachary Taylor. Hij werd tweemaal bevorderd tijdens dit conflict. Hij werd voor zijn moed bij Medelin en Vera Cruz bevorderd tot gebrevetteerd majoor en voor zijn kunde bij St. Augustin tot gebrevetteerd luitenant-kolonel. Hij werd samen met zijn bevelhebber Seth Thornton gevangen genomen op 25 april 1846 tijdens de zogenaamde Thornton Affaire. Hij werd uitgewisseld met andere gevangenen op 11 mei 1846. Hij raakte gewond in de Slag bij La Rosia in 1847. Na deze oorlog voerde hij eenheden aan van de Texas Rangers.
Na de dood van zijn vrouw in 1853 keerde hij terug naar West Point als instructeur voor infanterie-tactieken. Hij was commandant van het cadettencorps  tussen 1856 en 1860. Hij diende als majoor in het 2nd U.S. Cavalry (die later het 5th U.S. Cavalry zou worden) en als luitenant kolonel in het 1st U.S. Cavalry.
In 1855 publiceerde hij zijn boek Rifle and Light Infantry Tactics for the Exercise and Manoeuvres of Troops When Acting as Light Infantry or Riflemen (Geweer- en infanterie-tactieken voor oefening en manoeuvres van troepen in een rol als infanterie) in opdracht van de minister van oorlog Jefferson Davis, dat bekend stond als Hardee's Tactics en de bekendste militaire oefen-handleiding werd tijdens de burgeroorlog. Hij zou ook de zogenaamde Hardee hat bedacht hebben.

## De Amerikaanse Burgeroorlog

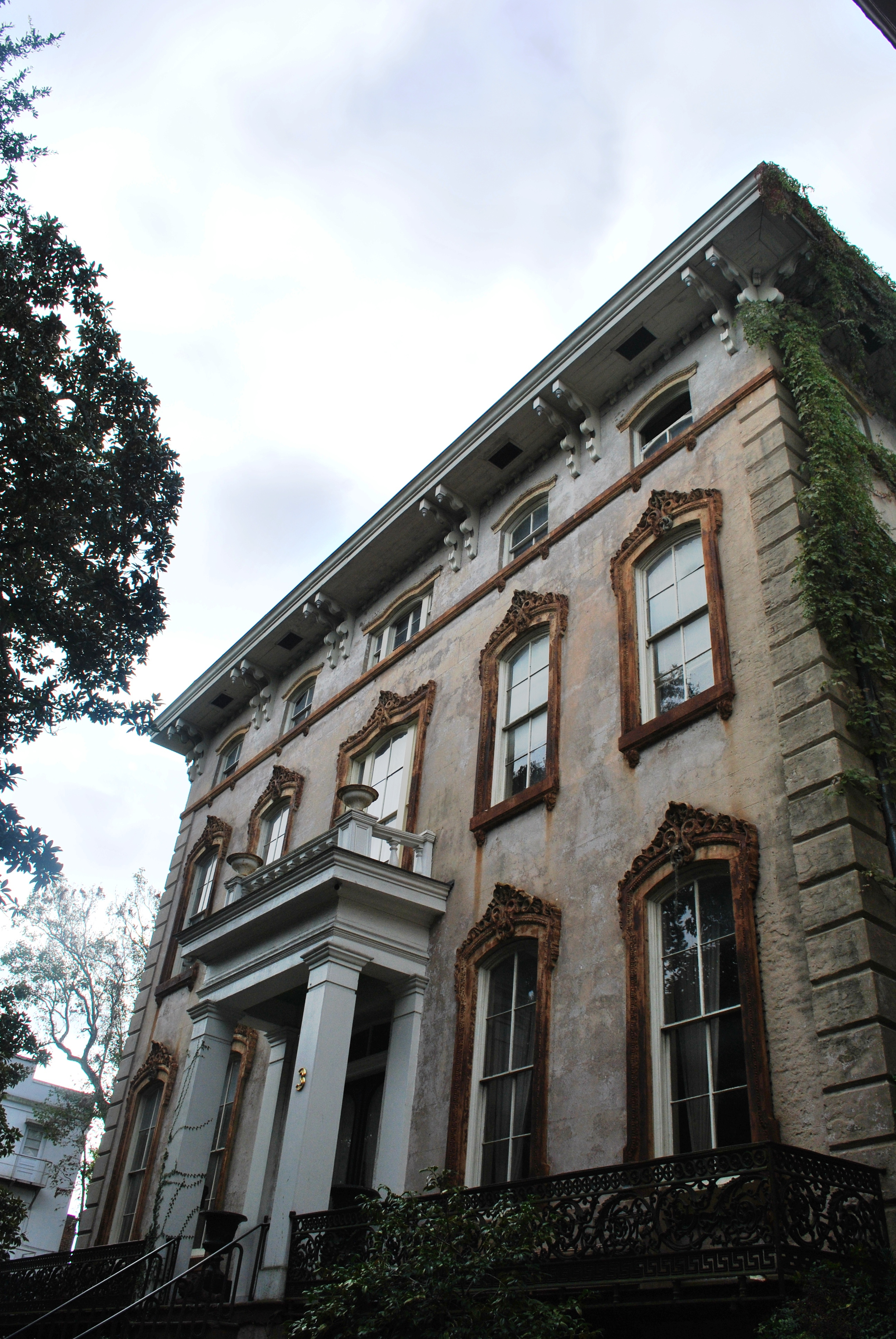
Het Noble Hardee landhuis, 1860–1869, 3 West Gordon Street, Savannah

Nadat zijn thuisstaat Georgia zich had afgescheiden van de Verenigde Staten nam Hardee op 31 januari 1861 ontslag uit het United States Army. Hij nam op 7 maart dienst in het Confederate States Army als kolonel. Hardee kreeg het bevel over de forten Morgan en Gaines in Alabama. Hij werd al snel gepromoveerd tot brigadegeneraal op 17 juni en generaal-majoor op 7 oktober. Drie dagen later op 10 oktober 1862 was hij een van de eerste Zuidelijke luitenant-generaals.
Zijn eerste opdracht als generaal was het trainen van een brigade met regimenten uit Arkansas. Zijn officieren en soldaten waren al snel onder de indruk van zijn organisatietalent en zijn grondige opleidingsmethode. Zijn brigade gaf hem liefkozend de bijnaam "Old Reliable". Hardee werd overgeplaatst naar het Army of Central Kentucky onder leiding van generaal Albert Sidney Johnston en kreeg het commando over een korps. Johnston trok zich terug uit Kentucky en Tennessee richting Mississippi om in de lente van 1862 een verrassingsaanval uit te voeren op de Noordelijken in wat later de Slag bij Shiloh zou genoemd worden. Hardee raakte tijdens de eerste dag van de slag gewond aan zijn arm.
Johnston sneuvelde bij Shiloh en het korps van Hardee werd net voor het Beleg van Corinth naar generaal Braxton Braggs Army of Tennessee gestuurd. Toen de bevelhebber van het departement, P.G.T. Beauregard, de stad evacueerde en zich terugtrok richting Tupelo werd Beauregard vervangen door Bragg. Bragg verplaatste zijn leger naar Chattanooga en viel vandaar uit Kentucky binnen. Deze veldtocht culmineerde in de Slag bij Perryville op 8 oktober 1862 waar  Hardee de linkervleugel van Braggs leger aanvoerde.
Tijdens de Slag bij Stones River, tussen 31 december 1862 en  januari 1863, voerde Hardee en zijn Second Corps een verrassingsaanval uit op de rechterflank van het Noordelijke leger onder leiding van generaal-majoor William Rosecrans. In wat waarschijnlijk zijn meest succesvolle aanval was, kon hij de Noordelijken bijna verslaan. Maar, zoals bij Perryville, nam zijn bevelhebber Bragg de verkeerde tactische beslissing en trokken de Zuidelijken zich terug voor er Noordelijke versterkingen zouden arriveren.
Na de Tullahomaveldtocht kon Hardee niet meer samenwerken met Bragg en vroeg hij zijn overplaatsing aan. Hij leidde kort het Departement of Mississippi and East Louisiana. Daar ontmoette hij Mary Foreman Lewis die een plantage in Alabama had. Ze huwden in januari 1864.
Hardee keerde terug naar Braggs leger na de Slag bij Chickamauga. Hij nam het korps van Leonidas Polk over die het Noordelijke leger in Chattanooga, Tennessee belegerde. Tijdens de Chattanoogaveldtocht in november 1863 werd Hardees korps verslagen door de Noordelijke eenheden onder leiding van generaal-majoor George Henry Thomas die een aanval uitvoerde op sterke Zuidelijke defensieve linies tijdens de Slag bij Missionary Ridge.

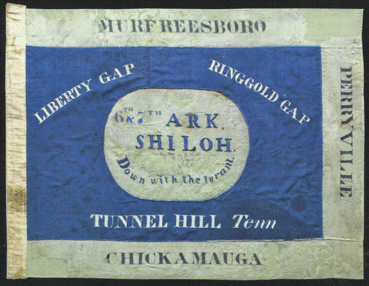
Een van de regimentsvlaggen van Hardee waarop een witte schijf op blauwe achtergrond staat afgebeeld. Dit is een vlag van het 6th and 7th Arkansas Infantry Regiments mt de vermeldingen van de slagen bij "Shiloh", "Chickamauga", "Murfreesboro", "Perryville", "Liberty Gap", "Ringgold Gap" en "Tunnel Hill"

Samen met andere officieren kon hij uiteindelijk president Jefferson Davis overtuigen om Bragg te ontgeven van zijn commando. Hardee kreeg het tijdelijke bevel over het Army of Tennessee voor generaal Joseph E. Johnston arriveerde om het over te nemen. In februari 1864 kreeg Johnston het bevel van de president om Hardee naar Alabama te sturen om Polks strijdmacht te versterken die het moest opnemen tegen generaal-majoor William T. Sherman in Meridian.
Nadat Sherman zich had teruggetrokken, werd Hardee teruggestuurd naar Georgia. Daar sloot hij zich opnieuw aan bij het leger van Johnston om deel te nemen aan de Atlantaveldtocht. Johnston voerde voornamelijk een tactische strijd met generaal-majoor Sherman door tactische terugtochten en manoeuvres. President Davis en zijn kabinet verloren hun geduld met het getalm van en vervingen hem door de meer agressieve luitenant-generaal John Bell Hood. Hardee kon zich niet vinden in de roekeloze aanvallen die Hood liet uitvoeren. Tijdens de Slag bij Jonesborough, eind augustus en begin september 1864, vielen er hierdoor onnoemelijk veel slachtoffers. Hardee vroeg en kreeg zijn overplaatsing naar het Departement of South Carolina, Georgia and Florida. Met beperkte middelen probeerde hij  Shermans Mars naar de Zee ter vertragen.  Maar hij moest op 20 december 1864 Savannah evacueren.
Terwijl Sherman verder oprukte in noordelijke richting naar North- en South Carolina nam Hardee deel aan de Slag bij Bentonville tussen 19 en 21 maart 1865. Daar raakte zijn enige zoon, de 16 jaar oude Willie Hardee, dodelijk gewond na een cavalerie-aanval. Johnstons probeerde nog om met Hardee een Noordelijke vleugel te vernietigen bij Averasborough om zo systematisch Shermans leger te decimeren. Deze aanval mislukte echter en Johnston, samen met Hardee, zag zich genoodzaakt om te capituleren op 26 april 1865 bij Durham Station.

## Latere jaren
Na de oorlog vestigde Hardee zich, samen met zijn vrouw, op een plantage in Alabama. Daarna was Hardee ook werkzaam als verzekeringsagent. Hij was coauteur van The Irish in America, gepubliceerd in 1868 en werd voorzitter van de  Selma and Meridian Railroad.  Hij overleed op 6 november 1873 in Wytheville, Virginia en is begraven in Selma, Alabama.

## Militaire loopbaan
- Second Lieutenant (USA): 1 juli 1838[1]
- First Lieutenant (USA): 3 december 1839[1]
- Captain (USA): 13 september 1844[1]
- Brevet Major (USA): 25 maart 1847[1]
- Brevet Lieutenant Colonel (USA): 20 augustus 1847[1]
- Brevet Major (USA): 3 maart 1855[1]
- Lieutenant Colonel (USA): 28 juni 1860[1]
- Uitdienstgetreden: 31 januari 1861[1]
- Colonel (CSA): 16 maart 1861[7]
- Brigadier General (CSA): 16 juni 1861[7]
- Major General (CSA): 7 oktober 1861[7]
- Lieutenant General (CSA): 10 oktober 1862[7]